# Arthur Ceuleers
Arthur "Tuur" Ceuleers (Antwerpen, 28 februari 1916 - aldaar, 5 augustus 1998) was een Belgisch voetballer die speelde als aanvaller. Hij speelde in Eerste klasse bij Beerschot VAC en Racing Club Brussel en werd in 1943 Belgisch topschutter. Nadien was Ceuleers nog voetbaltrainer van een aantal Eersteklasseclubs en van het Belgisch voetbalelftal.

## Loopbaan
Ceuleers debuteerde in 1933 op 17-jarige leeftijd in de eerste ploeg van Beerschot VAC. Hij veroverde er meteen een vaste basisplaats in de aanval en werd met de ploeg landskampioen in 1938 en 1939. Tijdens de Tweede Wereldoorlog in 1943 werd Ceuleers topschutter in de Eerste klasse met 41 doelpunten. Hij bleef er nog spelen tot in 1944.
Vanaf 1945 speelde Ceuleers voor Racing Club Brussel en bleef er nog voetballen tot in 1951. In totaal betwistte Ceuleers in de Eerste klasse 418 wedstrijden en scoorde hierin 313 doelpunten.
In 1937 en 1938, tijdens zijn periode bij Beerschot speelde Ceuleers vier wedstrijden in het Belgisch voetbalelftal. Hij scoorde in deze wedstrijden twee doelpunten. Ceuleurs zat eveneens in de voorselectie voor het Wereldkampioenschap voetbal 1938 in Frankrijk maar speelde er geen wedstrijden. Na een onderbreking van 10 jaar werd hij in 1948 nogmaals geselecteerd voor een wedstrijd maar speelde uiteindelijk niet.
Na zijn spelerscarrière werd Ceuleers voetbaltrainer. Hij was clubtrainer bij Racing Brussel, TSV Lyra, Beringen FC en FC Luik. In 1961 werd hij veldtrainer van het Belgisch voetbalelftal onder selectieheer Constant Vanden Stock. Het grootste succes behaalde hij in 1963 wanneer onder zijn leiding de Rode Duivels toenmalig wereldkampioen Brazilië versloegen met 5-1. Hij bleef deze functie uitoefenen tot in 1966 toen hij werd opgevolgd door zijn assistent Raymond Goethals.